# Echidnocephalus
Echidnocephalus è un genere estinto di pesci ossei, appartenente ai notacantiformi. Visse nel Cretaceo superiore (Campaniano, circa 75 milioni di anni fa) e i suoi resti fossili sono stati ritrovati in Germania.

## Descrizione
Questo animale lungo qualche decina di centimetri era molto simile ai rappresentanti attuali della famiglia Halosauridae. Come questi ultimi, Echidnocephalus possedeva un corpo allungato e relativamente sottile, con una pinna anale che si congiungeva alla caudale. Rispetto ad altre forme simili, come il più recente Laytonia, il corpo di Echidnocephalus era tuttavia più profondo; mancava inoltre la seconda pinna dorsale, mentre la prima era spostata piuttosto all'indietro, e i raggi della pinna anale erano molto più lunghi. 

## Classificazione
Echidnocephalus venne descritto per la prima volta da Marck nel 1858, sulla base di fossili ritrovati nel giacimento di Sendenhorst in Germania. I fossili vennero attribuiti a due specie (E. troscheli ed E. tenuicaudus), ma è possibile che le due forme rappresentassero variazioni individuali di un'unica specie. 

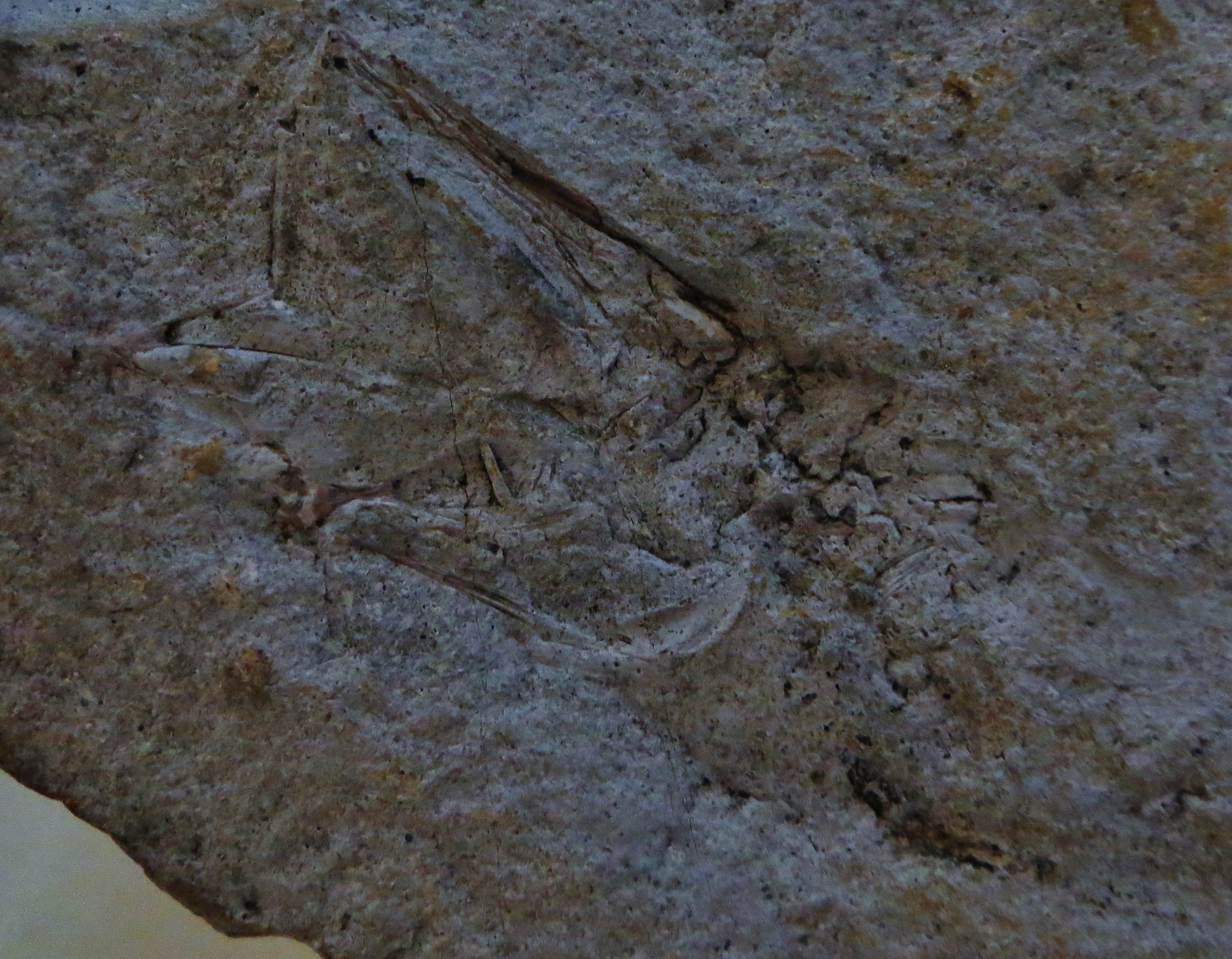
Particolare del cranio di Echodnocephalus troscheli

Echidnocephalus appartiene agli Halosauridae, un gruppo di pesci notacantiformi rappresentati attualmente da forme dal corpo allungato, come Halosaurus. Echidnocephalus è uno dei più antichi rappresentanti del gruppo.